# Ицзян
Ицзя́н (кит. упр. 弋江, пиньинь Yìjiāng) — район городского подчинения городского округа Уху провинции Аньхой (КНР).

## История
Чжу Юаньчжан (основатель империи Мин) любил разведение лошадей. В 1613 году эти земли были выделены под конезаводскую деятельность, и с той поры за ними закрепился топоним «Матан» (马塘, «пруд для лошадей»).
Ещё в 1421 году в этих местах разместились структуры, взимающие сборы с лодок, идущих вверх по реке. Во времена империи Цин здесь разместились военные гарнизоны. После Синьхайской революции и образования Китайской Республики военные гарнизоны были преобразованы в полицейские структуры.
Во времена войны с Японией эти места оказались под японской оккупацией. Марионеточными властями здесь был образован район № 4 города Уху. После того, как в 1949 году эти места оказались под контролем коммунистов, здесь был образован район Хэнань (河南区). В апреле 1950 года район был расформирован. В июле 1952 года район был создан вновь, но в декабре 1955 года он был опять расформирован.
В 1960 году была образована коммуна Матан (马塘人民公社), но в декабре 1964 года она была расформирована. В 1968 году был образован революционный комитет района Матан (马塘区革命委员会). В июне 1980 года он был распущен, а вместо него было образовано народное правительство района Матан (马塘区人民政府).
В апреле 1984 года в составе уезда Фаньчан была образована волость Саньшань (三山乡). В июле 1985 года волость Саньшань была преобразована в посёлок. В 2005 году посёлок Саньшань был выделен из уезда Фаньчан, став районом городского подчинения.
В 2006 году район Матан был переименован в район Ицзян.
В 2020 году район Саньшань был присоединён к району Ицзян.

## Административное деление
Район делится на 11 уличных комитетов и 1 посёлок.

## Экономика
В поселке Эцяо расположена гидроаккумулирующая электростанция Сяншуйцзянь установленной мощностью 1 млн кВт.